# BAE Systems Regional Aircraft
BAE Systems Regional Aircraft es una subsidiaria de BAE Systems, se produjo el último avión de pasajeros totalmente construido en el Reino Unido en noviembre de 2001, propiedad de BAE Systems, el Avro RJX (anteriormente BAE 146).  Si bien esta unidad de negocios ya no fabrica aviones comerciales regionales, continúa alquilando aviones y brindando soporte, repuestos y capacitación para sus productos heredados:

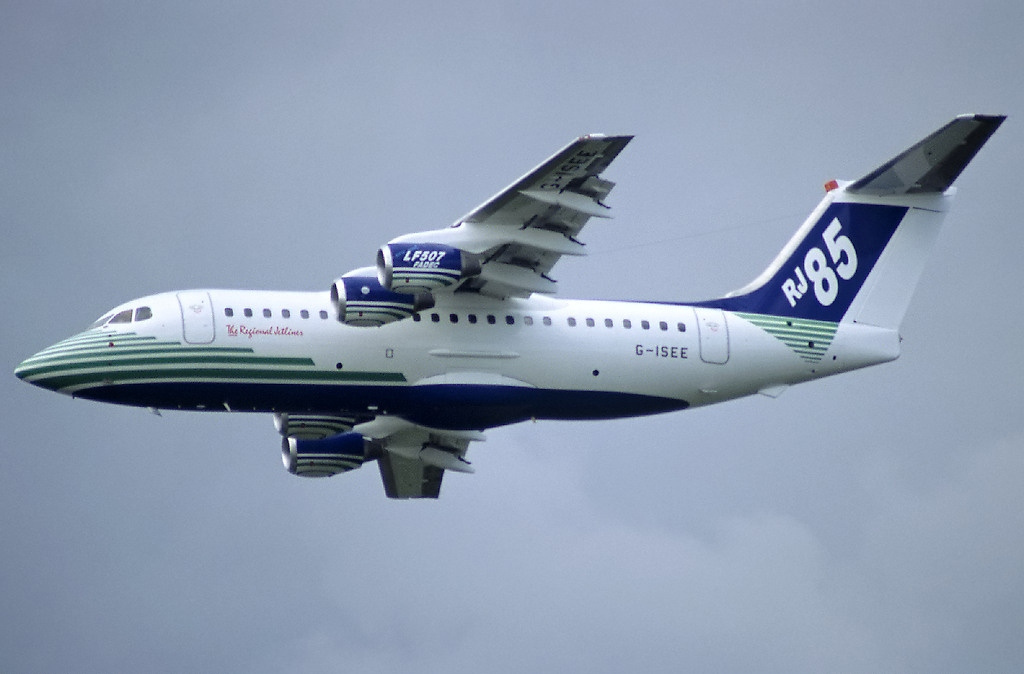
BAE Systems Avro RJ85

- Avro RJ/BAE 146 familia
- BAe ATP
- BAe Jetstream
- BAe 748

La decisión de poner fin a la producción de la serie Avro RJ se tomó tras la fuerte caída de las ventas de aviones tras los ataques del 11 de septiembre de 2001.  British Aerospace (predecesor de BAE) ya había abandonado el mercado de aviones corporativos en 1993, con la venta de British Aerospace Corporate Jets Ltd. (productores de la línea British Aerospace BAe 125 de tamaño medio) a Raytheon, pero había mantenido la división regional de aviones. Su negocio de fabricación de aeroestructuras comerciales restante se vendió a Spirit AeroSystems en 2006. Las oficinas centrales de Regional Aircraft están ubicadas en el Aeropuerto Internacional de Prestwick, con un sitio adicional en Weybridge.
BAE Systems Regional Aircraft ya no fabrica aviones, sin embargo continúa alquilando y dando soporte a sus productos, como el Avro RJ/BAE 146, el BAe ATP, el BAe Jetstream o el BAe 748.

## Productos
- Avro RJ/BAE 146 familia
- BAe ATP
- BAe Jetstream
- BAe 748